# Giampiero Pinzi
Giampiero Pinzi (Roma, Italia, 11 de marzo de 1981) es un exfutbolista italiano. Se desempeñaba como centrocampista.

## Selección nacional
Ha sido internacional con la selección de Italia en una ocasión. Con las selecciones sub-21, sub-18 y sub-15 lo ha sido en 42 ocasiones anotando 3 goles.

## Clubes
| Club      | País   | Año         |
| --------- | ------ | ----------- |
| SS Lazio  | Italia | 1999 - 2000 |
| Udinese   | Italia | 2000 - 2015 |
| AC Chievo | Italia | 2008 - 2010 |
| Udinese   | Italia | 2010 - 2015 |
| AC Chievo | Italia | 2015 - 2016 |
| Brescia   | Italia | 2016 - 2017 |
| Padova    | Italia | 2017 - 2019 |